# Eurycratidès
Eurycratidès (en grec ancien Εύρυκρατιδης) est un roi de Sparte, 13e souverain de la dynastie des Agiades, il succède à son père Anaxandre.
Sous son règne, les guerriers spartiates semblent avoir surtout connus des échecs,.
Son fils Léon lui succède.

## Sources
1. ↑  « Léonidas de Lacédémone était le plus considéré, et commandait en chef toute l'armée. Il comptait parmi ses ancêtres Anaxandrides, Léon, Eurycratides, Anaxandre, Eurycrates, Polydore, Alcamènes, Téléclus, Archélaüs, Agésilaüs, Doryssus, Léobotes, Echestratus, Agis, Eurysthènes, Aristodémus, Aristomachus, Cléodéus, Hyllus, Hercule. » Hérodote, Histoire,  VII, 204
2. ↑  «Anaxandre fut père d'Eurycrate second, et celui-ci de Léon; les Lacédémoniens, sous le règne de ces deux princes, éprouvèrent presque toujours des échecs dans la guerre qu'ils faisaient aux Tégéates. »Pausanias, Description de la Grèce [détail des éditions] [lire en ligne] III, 3, 5
3. ↑  « En effet, sous le règne de Léon et d'Agasiclès, les Lacédémoniens, vainqueurs dans leurs autres guerres, avaient échoué contre les seuls Tégéates. » Hérodote, Histoire, I, 65